# Mangaratiba acanthoprocta
Mangaratiba acanthoprocta is een hooiwagen uit de familie Gonyleptidae.